# Takht-i-Bahi
Takht-i-Bahi (o Takhtbai o Takht Bahi o Takht Bahai) es un complejo monástico budista que data del siglo I. Está situado a unos quince kilómetros de Mardan en la provincia de la Frontera del Noroeste de Pakistán. En 1980 fue declarado Patrimonio de la Humanidad por la Unesco junto con las cercanas ruinas de la ciudad fortificada de Sahr-i-Bahlol.
En persa y urdu, takht significa "trono", y bahi, "agua" o "fuente". El complejo monástico recibió ese nombre porque fue construido en la cima de una colina y junto a una fuente.
Takht-i-Bahi es el tehsil más fértil de la región de Mardan; se cultivan el tabaco, el trigo y la caña de azúcar. El primer molino de azúcar de Asia fue construido aquí por el gobierno británico durante la época colonial.

## Historia
Las primeras noticias de estas ruinas, por el general francés Court, datan de 1836. La exploración y excavación del sitio empezó después de 1852.
Las excavaciones ilegales realizadas por la población local, pobre y con una elevada tasa de analfabetismo, a veces instigadas por traficantes de antigüedades, están dañando los monumentos históricos. 